# David Cowan
David Cowan (Whitehaven, 5 marzo 1982) è un ex calciatore inglese, di ruolo difensore.

## Carriera
Dopo aver giocato nelle giovanili del Newcastle Utd nell'estate del 2002 Cowan, all'età di 20 anni, inizia la sua carriera professionistica nella prima divisione scozzese con il Motherwell: rimane in squadra fino al gennaio del 2005, giocando in totale 17 partite di campionato, ma saltando più di un anno per i postumi di un grave infortunio (frattura ad una gamba) subito in uno scontro di gioco in una partita contro il Celtic. Successivamente gioca 10 partite sempre in prima divisione con il St. Johnstone nella seconda metà della stagione 2004-2005, mentre dal 2005 al 2007 è nella rosa del Ross County, in terza divisione. Riesce poi a trascorrere nuovamente in prima divisione la prima metà della stagione 2007-2008 (14 presenze e 2 reti, le sue uniche in carriera in campionati professionistici, con il Gretna), per poi nel gennaio del 2008 passare al Dundee, dove rimane per due stagioni e mezzo (ovvero fino al termine della stagione 2009-2010) giocando in totale 36 partite di campionato. Dopo quasi un anno da svincolato, nel 2011 torna in attività giocando prima 9 partite con il Livingston e poi 3 partite con l'East Fife; riesce invece a rimanere per più tempo al Cowdenbeath (40 partite di campionato totali a cavallo tra il 2011 ed il 2014) prima di tornare sempre nel 2014 all'East Fife, con cui all'età di 32 anni chiude la carriera.